# Robert de Beaugrande
Robert-Alain de Beaugrande (ur. 1946, zm. 2008) – amerykański językoznawca, teoretyk literatury i tłumacz. Specjalizował się w anglistyce.

## Wybrana twórczość
- Factors in a Theory of Poetic Translating. Assen: Van Gorcum und Amsterdam: Rodopi, 1978.
- Text, Discourse and Process: Toward a Multidisciplinary Science of Texts. Norwood, New Jersey: Ablex, 1980.
- Einführung in die Textlinguistik. Tübingen: Niemeyer, 1981. (mit Wolfgang Dressler)
- Text Production. Norwood, New Jersey: Ablex, 1984.
- Writing Step by Step: A Textbook for College Writers. New York: Harcourt Brace Jovanovich, 1985.
- Critical Discourse: A Survey of Contemporary Literary Theorists. Norwood, New Jersey: Ablex, 1988.
- Linguistic Theory: The Discourse of Fundamental Works. London: Longman, 1991.
- New Foundations for a Science of Text and Discourse. Greenwich, Connecticut: Ablex, 1997.
- A New Introduction to the Study of Text and Discourse. Webveröffentlichung, 2004.
- A Friendly Grammar of English. Webveröffentlichung, 2007.
- Poetic Translation Revisited. Webveröffentlichung,  2007.